# Route nationale 652
Pour les articles homonymes, voir Route 652.
La route nationale 652 ou RN 652 était une route nationale française reliant Gujan-Mestras à Labenne. À la suite de la réforme de 1972, elle a été déclassée en RD 652.

## Ancien tracé de Gujan-Mestras à Labenne (D 652)
- Gujan-Mestras
- Sanguinet
- Biscarrosse
- Parentis-en-Born
- Gastes
- Sainte-Eulalie-en-Born
- Saint-Paul-en-Born, où elle rejoignait la RN 626
- Mimizan
- Bias
- Saint-Julien-en-Born
- Lit-et-Mixe
- Saint-Girons
- Vielle
- Léon
- Moliets-et-Maa
- Messanges
- Vieux-Boucau-les-Bains
- Soustons
- Tosse
- Seignosse
- Soorts-Hossegor
- Hossegor
- Capbreton
- Labenne